# Dactylocerca multispiculata
Dactylocerca multispiculata is een insectensoort uit de familie Anisembiidae, die tot de orde webspinners (Embioptera) behoort. De soort komt voor in Mexico (Jalisco).
Dactylocerca multispiculata is voor het eerst wetenschappelijk beschreven door Ross in 1984.